# Aeropuerto de Fatmawati Soekarno
Aeropuerto de Fatmawati Soekarno (IATA: BKS, OACI: WIPL), anteriormente Aeropuerto de Padangkemiling, es el aeropuerto de la ciudad de Bengkulu, capital de la provincia de Bengkulu provincia de Indonesia. Su nombre actual deriva de Fatmawati Soekarno, primera dama de Indonesia, esposa de Soekarno, el primer Presidente de Indonesia.

## Estadísticas
| Movimientos | 2009    |
| ----------- | ------- |
| Pasajeros   | 459.303 |
| Cargo (TM)  | 6.258   |

## Aerolíneas y destinos
- Lion Air (Yakarta)
- Sriwijaya (Yakarta)
- Batavia Air (Yakarta)
- Mandala Airlines (Yakarta)